# HD 114783
HD 114783 ist ein 67 Lichtjahre von der Erde entfernter später Hauptreihenstern mit einer Rektaszension von 13h 12m 43s und einer Deklination von −02° 15' 54". Er besitzt eine scheinbare Helligkeit von 7,57 mag. Im Jahre 2001 entdeckte Paul Butler einen extrasolaren Planeten, der diesen Stern umkreist. Dieser trägt den Namen HD 114783 b.